# آني تايلور هايد
آني تايلور هايد (بالإنجليزية: Annie Taylor Hyde) هي أكاديمية أمريكية، ولدت في 21 أكتوبر 1849 في سولت ليك في الولايات المتحدة، وتوفي بنفس المكان في 12 مارس 1909 بسبب سرطان المعدة.